# Якушевичи
Якуше́вичи — деревня в Шатурском муниципальном районе Московской области, в составе сельского поселения Пышлицкое. Расположена в юго-восточной части Московской области в 4 км к юго-западу от озера Святого. Входит в культурно-историческую местность Ялмать. Деревня известна с 1621 года.
Население — 42 чел. (2013).

## Название
В писцовой книге Владимирского уезда 1637—1648 гг. упоминается как Якушевица, в более поздних письменных источниках — Якушевичи. На межевой карте Рязанской губернии 1850 года и Специальной карте Европейской России 1871 года обозначена как Якушевичь.
Название связано с Якуш, разговорной формой личного имени Яков.
Также употребляется название Кушовица, которое однако используется в основном старшим поколением жителей деревни и окрестностей.

## Физико-географическая характеристика

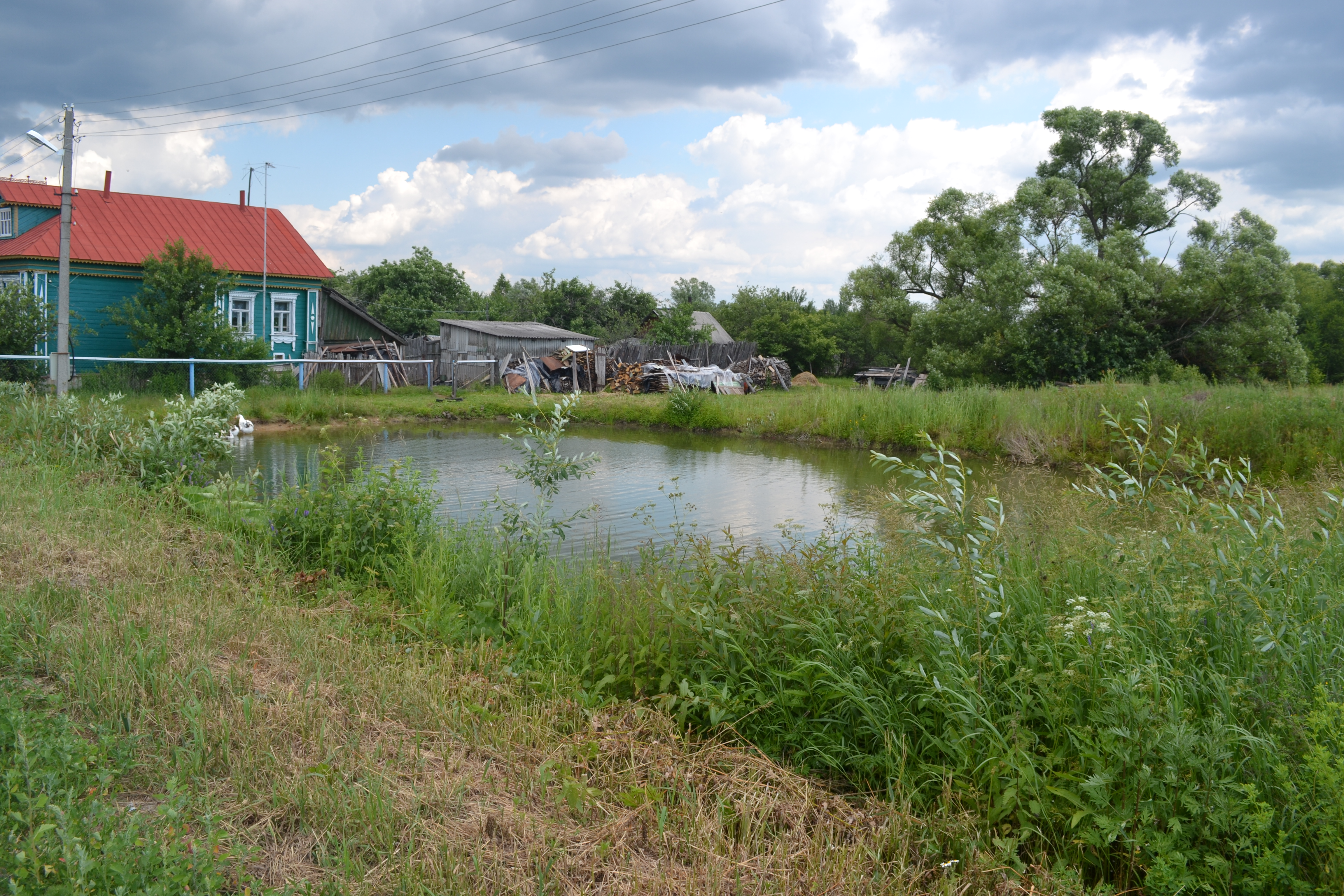
Пруд в деревне Якушевичи

Деревня расположена в пределах Мещёрской низменности, относящейся к Восточно-Европейской равнине, на высоте 121 метр над уровнем моря. Рельеф местности равнинный. Со всех сторон деревня, как и большинство соседних селений, окружена полями. К северу от деревни расположено два водоёма искусственного происхождения — Котёлик и Малое болото. На южной окраине деревни находится Глинище — место, где брали глину. В 4 км к северо-востоку от деревни расположено озеро Дубовое, одно из Клепиковских озёр, через которые протекает река Пра. В самой деревне имеется несколько прудов.
По автомобильной дороге расстояние до МКАД составляет около 173 км, до районного центра, города Шатуры, — 57 км, до ближайшего города Спас-Клепики Рязанской области — 28 км, до границы с Рязанской областью — 12 км. Ближайший населённый пункт — деревня Шеино, расположенная в 200 м к северу от Якушевич.
Деревня находится в зоне умеренно континентального климата с относительно холодной зимой и умеренно тёплым, а иногда и жарким, летом. В окрестностях деревни распространены торфянисто- и торфяно-подзолистые и торфяно-болотные почвы с преобладанием суглинков и глин.
В деревне, как и на всей территории Московской области, действует московское время.

## История

### С XVII века до 1861 года
В XVII веке деревня Якушевичи входила в Шеинскую кромину волости Муромское сельцо Владимирского уезда Замосковного края Московского царства. Первым известным владельцем деревни был дьяк Третьяк Васильевич Никитин. Деревня досталась ему в поместье в 7129 (1620/21) году. В писцовой книге Владимирского уезда 1637—1648 гг. Якушевичи описывается как деревня на суходоле с двумя дворами, при деревне имелись пахотные земли среднего качества и сенокосные угодья: «В Шеинской кромине деревня Якушевица на суходоле. А в ней во дворе крестьянин Герасимко Юрьев да сын его Осипко, во дворе бобыль Ивашко Юрьев. Пашни паханые, середние земли семь четвертей, да лесом поросло шестнадцать четвертей в поле, а в дву по тому ж; сена около поль двадцать копен».
После смерти Т. В. Никитина его поместье отошло стольнику Степану Герасимовичу Дохтурову.

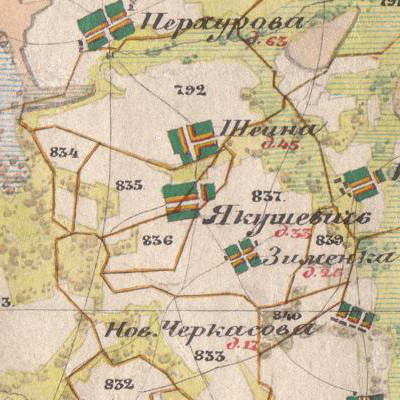
Деревня Якушевичи на карте 1850 года

В результате губернской реформы 1708 года деревня оказалась в составе Московской губернии. После образования в 1719 году провинций деревня вошла во Владимирскую провинцию, а с 1727 года — во вновь восстановленный Владимирский уезд.
В 1778 году образовано Рязанское наместничество (с 1796 года — губерния). Впоследствии вплоть до начала XX века Якушевичи входили в Егорьевский уезд Рязанской губернии.
В Экономических примечаниях к планам Генерального межевания, работа над которыми проводилась в 1771—1781 гг., деревня описана следующим образом: «Деревня Якушевичи Аграфены Григорьевны дочери Козодавлевой (9 дворов, 53 мужчины, 52 женщины). На суходоле, земля иловатая, хлеб и покосы средственны, лес дровяной, крестьяне на пашне».
В последней четверти XVIII века деревня принадлежала Аграфене Григорьевне Козодавлевой. В 1812 году деревней владел статский советник и кавалер Осип Петрович Козодавлев.
В Отечественной войне 1812 года погибли два жителя деревни — ополченцы Акимов Иван Маркович, 22 лет и Акимов Григорий Алексеевич, 17 лет.
По сведениям 1859 года Якушевичи — владельческая деревня 1-го стана Егорьевского уезда по левую сторону Касимовского тракта, при колодцах.
На момент отмены крепостного права владелицей деревни была помещица Дашкова.

### 1861—1917
После реформы 1861 года из крестьян деревни было образовано одно сельское общество, которое вошло в состав Лекинской волости.
В 1885 году был собран статистический материал об экономическом положении селений и общин Егорьевского уезда. В деревне было общинное землевладение. Земля была поделена по работникам. Практиковались переделы мирской земли, пашня и луга делились одновременно. В общине был дровяной лес, который рубили ежегодно. Часть леса находилась в общем владении с крестьянами деревни Волово. Надельная земля состояла из 3-х участков, отделённых один от другого чужими владениями. Дальние полосы отстояли от деревни за 1,5 версты. Пашня была разделена на 90 участков. Длина душевых полос от 5 до 50 сажень, а ширина от 1 до 2 аршин. В наделе имелась глина, которую не использовали. Земли не хватало, и община арендовала пашни и луга у крестьян деревни Тюшево (40 десятин за 42 рубля), сёл Мервино и Борки Рязанского уезда (213,5 десятин за 100 рублей).
Почвы были супесчаные, илистые и суглинистые. Пашни ровные, местами низменные и сырые. Луга заболоченные, суходольные и по кустарнику. Прогоны были удобные. В деревне был пруд и 40 колодцев с хорошей и постоянной водой. Своего хлеба не хватало, поэтому его покупали в селе Спас-Клепиках. Сажали рожь, овёс, гречиху и картофель. У крестьян было 32 лошади, 96 коров, 263 овцы, 71 свинья, а также 45 плодовых деревьев и 30 колодок пчёл. Избы строили деревянные, крыли деревом и железом, топили по-белому.
Деревня входила в приход села Шеино (Казанское). Ближайшая школа находилась в деревне Леке. В самой деревне имелись две мельницы, кузница и пожарный сарай. Главным местным промыслом среди женщин было вязание сетей для рыбной ловли. Мужчины в большинстве занимались отхожими промыслами, местный заработок имел только один торговец. На заработки уходили 63 мужчины, из них 62 плотника и 1 приказчик в Рязани. Плотники работали преимущественно в Москве и Ростове-на-Дону.
По данным 1905 года в деревне имелась земская школа, три ветряные мельницы и одна кузница. Основным отхожим промыслом оставалось плотничество. Ближайшее почтовое отделение и земская лечебница находились в селе Архангельском.

### 1917—1991
В 1919 году деревня Якушевичи в составе Лекинской волости была передана из Егорьевского уезда во вновь образованный Спас-Клепиковский район Рязанской губернии. В 1921 году Спас-Клепиковский район был преобразован в Спас-Клепиковский уезд, который в 1924 году был упразднён. После упразднения Спас-Клепиковского уезда деревня передана в Рязанский уезд Рязанской губернии. В 1925 году произошло укрупнение волостей, в результате которого деревня оказалась в укрупнённой Архангельской волости. В ходе реформы административно-территориального деления СССР в 1929 году деревня вошла в состав Дмитровского района Орехово-Зуевского округа Московской области. В 1930 году округа были упразднены, а Дмитровский район переименован в Коробовский.
В 1930 году деревня Якушевичи входила в Зименковский сельсовет Коробовского района Московской области.
В начале 30-х годов в деревне был организован колхоз «Свободный труд». Известные председатели колхоза: Трусов А. И. (1933—1934 гг.), Овечкин (1935 год), Сальников (с апреля 1935 года), Клюшкина (1936 год), Колобов (1940 год), Сафронов (с октября 1940 года), Широков (1942 год), Исаева (1943 год), Овечкина (1946, 1948 гг.), Рыков И. (1950 год).
До 1966 года в деревне имелась семилетняя (позже — восьмилетняя) школа. Директором школы в 1949—1966 годах был П. А. Рыжов.
В конце 1930-х годов жертвой политических репрессий стал один житель деревни — Пушкин Александр Алексеевич.
Во время Великой Отечественной войны в армию были призваны 69 жителей деревни. Из них 19 человек погибли, 11 пропали без вести. Шестеро уроженцев деревни были награждены боевыми орденами и медалями:
- Колобов Александр Васильевич — был награждён медалью «За победу над Германией»;
- Кошелев Василий Дмитриевич (1921 г.р.) — служил в звании красноармейца, был награждён орденом Красной Звезды I степени, медалями «За отвагу» и «За победу над Германией»;
- Кувицин Иван Сергеевич (1920 г.р.) — служил в звании красноармейца, был награждён медалями «За оборону Москвы», «За оборону Ленинграда» и «За победу над Германией»;
- Михалкина (Баукова) Наталия Никаноровна (1919 г.р.) — призвана в 1942 году, демобилизована в 1948 году в звании младшего сержанта, была награждена медалью «За победу над Германией»;
- Пушкин Иван Иванович (1911 г.р.) — призван в 1941 году, служил в 15-м отдельном плотницком батальоне, демобилизован в 1945 году в звании ефрейтора, был награждён орденом Отечественной войны II степени, медалями «За оборону Москвы», «За оборону Сталинграда» и «За победу над Германией»;
- Сомин Владимир Михайлович (1925 г.р.) — призван в 1944 году, служил в звании красноармейца в 10-м отдельном батальоне службы воздушно-наземного оповещения и связи, демобилизован в 1946 году, был награждён орденом Отечественной войны II степени, медалями «За оборону Советского Заполярья» и «За победу над Германией»[28].

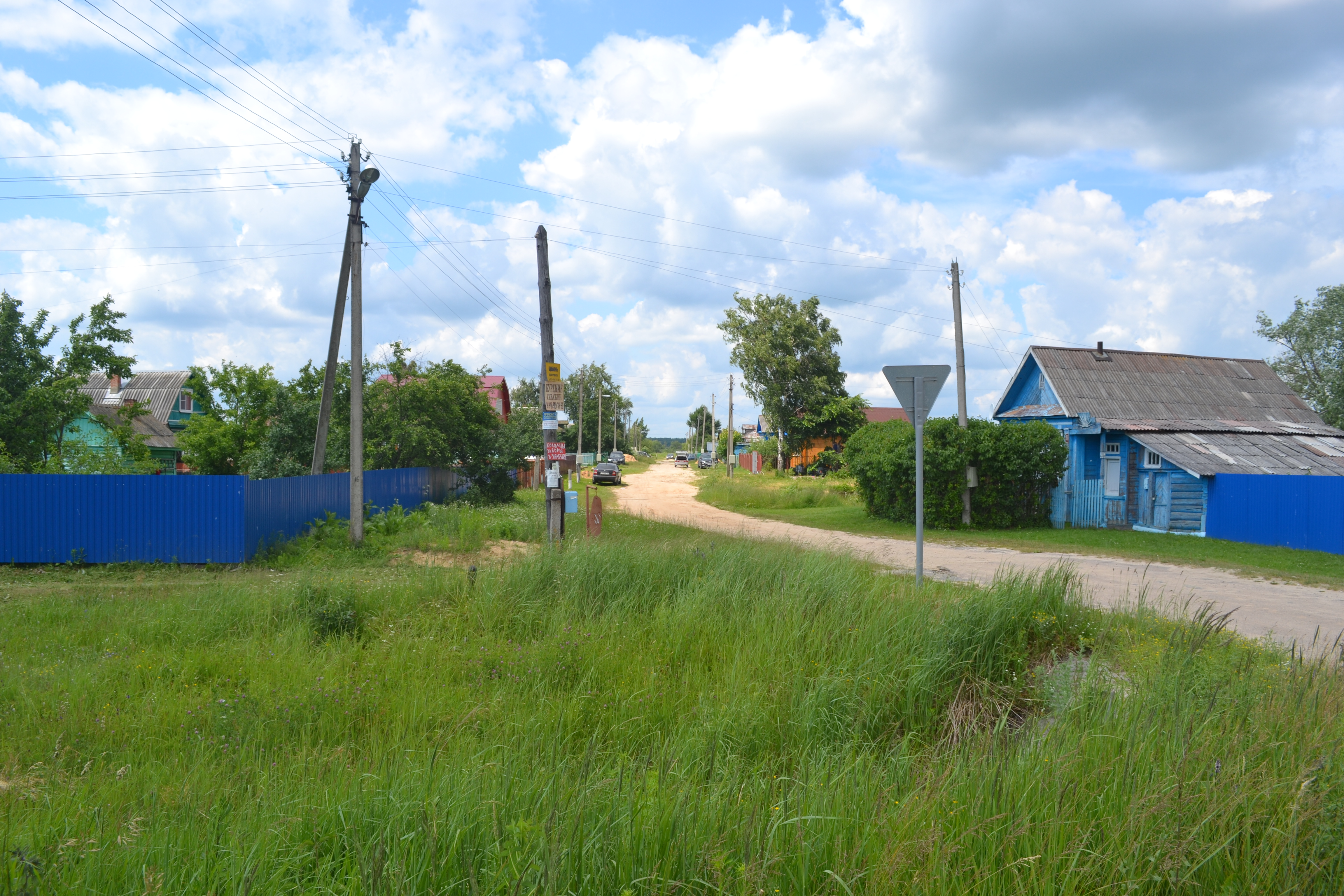
Улица в деревне

В 1951 году было произведено укрупнение колхозов, в результате которого деревня Якушевичи вошла в колхоз «Путь к коммунизму».
В 1954 году деревня была передана из упразднённого Зименковского сельсовета в Лекинский сельсовет.
3 июня 1959 года Коробовский район был упразднён, Лекинский сельсовет передан Шатурскому району.
В 1960 году был создан совхоз «Пышлицкий», в который вошли все соседние деревни, в том числе Якушевичи.
С конца 1962 года по начало 1965 года Якушевичи входили в Егорьевский укрупнённый сельский район, созданный в ходе неудавшейся реформы административно-территориального деления, после чего деревня в составе Лекинского сельсовета вновь передана в Шатурский район.

### С 1991 года
В 1994 году в соответствии с новым положением о местном самоуправлении в Московской области Лекинский сельсовет был преобразован в Лекинский сельский округ. В 2004 году Лекинский сельский округ был упразднён, а его территория включена в Пышлицкий сельский округ. В 2005 году образовано Пышлицкое сельское поселение, в которое вошла деревня Якушевичи.

## Население
| 1790 | 1812 | 1858 | 1859 | 1868 | 1885 | 1905 |
| ---- | ---- | ---- | ---- | ---- | ---- | ---- |
| 105  | ↗164 | ↗197 | ↗199 | ↗228 | ↗295 | ↗317 |
| 1970 | 1993 | 2002 | 2006 | 2010 | 2011 | 2013 |
| ↘134 | ↘56  | ↗61  | ↘52  | ↘40  | ↗43  | ↘42  |

Первые сведения о жителях деревни встречаются в писцовой книге Владимирского уезда 1637—1648 гг., в которой учитывалось только податное мужское население (крестьяне и бобыли). В деревне Якушевице было два двора: один крестьянский двор, в котором проживало 2 мужчины, и один бобыльский двор с 1 бобылём.
В переписях за 1790, 1812, 1858 (X ревизия), 1859 и 1868 годы учитывались только крестьяне. Число дворов и жителей: в 1790 году — 9 дворов, 53 муж., 52 жен.; в 1812—164 чел.; в 1850 году — 33 дворов; в 1858 году — 94 муж., 103 жен.; в 1859 году — 34 двора, 94 муж., 105 жен.; в 1868 году — 43 двора, 110 муж., 118 жен.
В 1885 году был сделан более широкий статистический обзор. В деревне проживало 283 крестьян (53 двора, 131 муж., 152 жен.), из 49 домохозяев трое не имели своего двора, а у семерых было по две избы. Кроме того, в деревне проживало 2 семьи, не приписанных к крестьянскому обществу (5 мужчин и 7 женщин, одна семья не имела своего двора). На 1885 год грамотность среди крестьян деревни составляла 17 % (49 человек из 283), также было 4 учащихся (3 мальчиков и 1 девочка).
В 1905 году в деревне проживало 317 человек (57 дворов, 149 муж., 168 жен.). Со второй половины XX века численность жителей деревни постепенно уменьшалась: в 1970 году — 51 двор, 134 чел.; в 1993 году — 42 двора, 56 чел.; в 2002 году — 61 чел. (29 муж., 32 жен.).
По результатам переписи населения 2010 года в деревне проживало 40 человек (18 муж., 22 жен.), из которых трудоспособного возраста — 15 человек, старше трудоспособного — 25 человек.
Жители деревни по национальности в основном русские (по переписи 2002 года — 75 %).
Деревня входила в область распространения Лекинского говора, описанного академиком А. А. Шахматовым в 1914 году.

## Социальная инфраструктура
Ближайший магазин, сельский клуб и библиотека расположены в деревне Шеино. Медицинское обслуживание жителей деревни обеспечивают фельдшерско-акушерский пункт в Шеино, Пышлицкая амбулатория, Коробовская участковая больница и Шатурская центральная районная больница. Ближайшее отделение скорой медицинской помощи расположено в Дмитровском Погосте. Якушевичи закреплено за Пышлицкой средней общеобразовательной школой.
Пожарную безопасность в деревне обеспечивают пожарные части № 275 (пожарные посты в селе Дмитровский Погост и деревне Евлево) и № 295 (пожарные посты в посёлке санатория «Озеро Белое» и селе Пышлицы).
Деревня электрифицирована, но не газифицирована. Центральное водоснабжение отсутствует, потребность в пресной воде обеспечивается общественными и частными колодцами.
Для захоронения умерших жители деревни, как правило, используют кладбище, расположенное около деревни Погостище. До середины XX века рядом с кладбищем находилась Казанская церковь, в состав прихода которой входила деревня Якушевичи.

## Транспорт и связь
Через деревню проходит асфальтированная автомобильная дорога общего пользования Дубасово-Пятница-Пестовская, на которой имеется остановочный пункт маршрутных автобусов «Якушевичи».
Деревня связана автобусным сообщением с районным центром — городом Шатурой и станцией Кривандино (маршрут № 27), селом Дмитровский Погост и деревней Гришакино (маршрут № 40), а также с городом Москвой (маршрут № 327, «Перхурово — Москва (м. Выхино)»). Ближайшая железнодорожная станция Кривандино Казанского направления находится в 47 км по автомобильной дороге.
В деревне доступна сотовая связь (2G и 3G), обеспечиваемая операторами «Билайн», «МегаФон» и «МТС».
Ближайшее отделение почтовой связи, обслуживающее жителей деревни, находится в селе Пышлицы.